# Ядешкі
Ядешкі (пол. Jadeszki) — село в Польщі, у гміні Ясвіли Монецького повіту Підляського воєводства.
Населення — 82 особи (2011).
У 1975-1998 роках село належало до Білостоцького воєводства.

## Демографія
Демографічна структура станом на 31 березня 2011 року:
|          | Загалом | Допрацездатний вік | Працездатний вік | Постпрацездатний вік |
| -------- | ------- | ------------------ | ---------------- | -------------------- |
| Чоловіки | 35      | 4                  | 25               | 6                    |
| Жінки    | 47      | 5                  | 28               | 14                   |
| Разом    | 82      | 9                  | 53               | 20                   |